# Dieter Zettelmaier
Dieter Zettelmaier (* 18. August 1941 in Bamberg; † 25. August 2010 ebenda) war ein deutscher Fußballspieler, der es in den Jahren 1961 bis 1967 in der deutschen Fußballnationalmannschaft der Amateure zu 20 Einsätzen mit 13 Toren gebracht hat.

## Laufbahn

### Verein
Seine gesamte fußballerische Laufbahn verbrachte Dieter Zettelmaier bei den „Violetten“ des 1. FC Bamberg in Oberfranken. Nach dem Abstieg aus der 2. Liga Süd in der Runde 1959/60 erzielte der 19-jährige Mittelstürmer in der Saison 1960/61 in der 1. Amateurliga Nordbayern 43 Tore. Trotzdem gelang nicht die Rückkehr in die 2. Liga Süd. Am 19. März 1961 verlor Bamberg beim 1. FC Hassfurt vor 12.000 Zuschauern mit 1:4 Toren und das Team um Heinz-Herbert Kreh und Ludwig Müller errang die Meisterschaft und den Aufstieg. Zettelmaier musste mit der Vizemeisterschaft und der Krone des Torschützenkönigs vorliebnehmen, die er in den nächsten zwei Runden mit 32 bzw. 33 Toren verteidigen konnte. Als der Torjäger in der Runde 1962/63 den 1. FC mit 33 Treffern zu Meisterschaft schoss, konnte er mit seiner Mannschaft nicht in die Aufstiegsrunde zur 2. Liga einziehen. Durch die Klassenneueinteilung zur Runde 1963/64 – Fußball-Bundesliga und die Regionalligen kamen – fiel diese Runde im Sommer 1963 aus und Bamberg gehörte zur Runde 1963/64 der eingleisigen Bayernliga an. Zwar gehörten die „Violetten“ jetzt nicht mehr der Spitzengruppe an, Zettelmaier schoss sich aber auch 1966 mit 30 Toren erneut an die Spitze der Torschützenliste. Im Jahre 1968 konnte er aber auch nicht den Abstieg aus der Bayernliga verhindern.
Knieriem/Grüne halten in ihrem Spielerlexikon aus dem Jahre 2006 über Zettelmaier fest:
„Sagenumwobener Goalgetter des 1. FC Bamberg, der bei einem Wechsel ins Vertragsspielerlager bzw. Profigeschäft gewiss auch auf höchstklassiger Ebene für Furore gesorgt hätte“.

### Auswahlberufungen
Mit 19 Jahren wurde der Torjäger des 1. FC Bamberg erstmals durch DFB-Trainer Helmut Schön in die deutsche Fußballnationalmannschaft der Amateure berufen. Im einzigen Länderspiel der DFB-Amateure im Jahre 1961, am 1. Juni in Oberhausen, debütierte das Stürmertalent in der Angriffsreihe beim 5:3-Erfolg gegen Holland. Er steuerte einen Treffer zum Sieg bei. Zusammen mit Zettelmaier feierte auch Harry Bähre vom Hamburger SV seinen Einstand. Heinz Höher, der Halbrechte von Bayer 04 Leverkusen, führte mit sechs absolvierten Länderspieleinsätzen den Sturm an. Ergänzt wurde der Angriff mit Hans-Jürgen Himmelmann und Gerhard Neuser. Trotz seiner imponierenden Trefferquote in der 1. Amateurliga Nordbayern in den Jahren 1961 bis 1963 mit insgesamt 108 Toren, dauerte es fast zwei Jahre, bis die zweite Berufung in die Amateurnationalmannschaft folgte. Im Jahr 1963, die deutsch-deutschen Ausscheidungsspiele zur Olympiaqualifikation 1964 in Tokio waren im September der Saisonhöhepunkt, gehörte Zettelmaier im Mai in allen vier Turnierbegegnungen der DFB-Mannschaft an, die im Jubiläumsturnier des englischen Verbandes bis in das Finalspiel vorstieß. Herausragend war die Leistung des Mittelstürmers beim Spiel um den Einzug in das Endspiel am 20. Mai in North Shields gegen Frankreich, wo er drei Treffer zum 4:2-Erfolg beisteuerte. Nach der Sommerpause standen die zwei Ausscheidungsspiele gegen die DDR auf dem Plan. Das Amateurteam von Helmut Schön verlor in Karl-Marx-Stadt mit 0:3 Toren und konnte mit dem 2:1-Sieg durch zwei Treffer von Zettelmaier acht Tage später in Hannover die Höhe der Niederlage aus dem Hinspiel nicht egalisieren und so nicht in die eigentliche Olympiaqualifikation einziehen. 1964 ragte für Zettelmaier die Teilnahme mit der Amateurnationalmannschaft an einem internationalen Turnier in Italien heraus. Die DFB-Elf wurde nach einem 1:1 im Finalspiel am 2. Juni in Genua gegen Spanien durch Losentscheid zum Sieger erklärt. Mit fünf Treffern in drei Länderspielen erreichte er im Jahr 1965 seine beste Bilanz. Als 1966/67 erstmals der UEFA Amateur Cup durchgeführt wurde, führte Dieter Zettelmaier in drei Spielen den deutschen Sturm an. Herausragend für ihn war dabei die Begegnung am 29. Juni 1966 gegen die Türkei. Sie endete mit einem 1:0-Heimerfolg, und das im heimischen Bamberger Volkspark-Stadion. Sein Einsatz beim Olympiaqualifikationsrückspiel am 8. November 1967 in Hendon gegen Großbritannien war der letzte sportliche Höhepunkt in seiner Karriere in der Amateurnationalmannschaft. Mit seinem 20. Länderspiel am 30. Dezember 1967 in Rangoon gegen Burma verabschiedete sich der Bamberger aus der DFB-Auswahl. Erst Anfang der 70er wurde er als Rekordschütze in der Amateurnationalmannschaft durch Ewald Hammes (17 Tore) und Bernd Nickel (18 Tore) abgelöst. Hammes kam in 46 und Nickel in 41 Länderspielen auf diese Bilanz.
Im Jahre 1963 gewann Zettelmaier mit der Amateurauswahl von Bayern den Länderpokal mit 3:1 Toren gegen Hessen. Sepp Maier hütete das Tor und Wilhelm Zott dirigierte die Abwehr der BFV-Auswahl.
Gerhard Faltermeier, er bestritt acht Amateurländerspiele von 1965 bis 1967 gemeinsam mit Dieter Zettelmaier, beschreibt den Mittelstürmer aus Bamberg mit diesen Worten:
„Er war ein kompakter Torjäger, der sich in Zweikämpfen durchsetzen konnte und den Torabschluss suchte.“